# ريغك (بشتكوه)
ریغك (بالفارسية: ریگک) هي قرية تقع في إيران في Poshtkuh Rural District. يقدر عدد سكانها بـ 30 نسمة بحسب إحصاء 2016.